# 62 Modelo para armar
62 Modelo Para Armar é a terceira novela do escritor argentino Julio Cortázar, publicada em 1968. Escrita a partir de uma ideia já proposta no capítulo 62 de seu romance anterior, Rayuela —daí seu nome—, é com frequência considerada a obra mais experimental do autor.

## Análise da obra
Se Rayuela se compõe de capítulos que podem ser lidos numa ordem proposta pelo leitor, ou seguir a ordem proposta pelo autor, em 62 Modelo Para Armar os capítulos desaparecem para dar espaço a segmentos narrativos separados por espaços em branco que o leitor pode ordenar a seu gosto. A narração decorre indistintamente em Paris, Londres e Viena, e as personagens alternam as línguas indistintamente: do inglês ao francês, do francês ao espanhol etc.
Durante sua escrita, Cortázar teve numerosos inconvenientes técnicos. Contudo, ao finalizar a obra percebeu que estes não se refletiam na obra finalizada, que considerou "de leitura bastante fácil". No entanto, a obra é considerada uma novela difícil de ler e interpretar, não só por sua trama, mas porque para poder compreendê-la, é necessário conhecer os trabalhos prévios do autor, inclusive trabalhos similares de Cortázar, como A Volta ao Dia em Oitenta Mundos ou Último Round. Na obra, não se sabe por que as ações ocorrem; não está claro como se relaciona cada personagem aos outros e não se respeita a linha de tempo, nem a de espaço.

## Personagens
Não tendo uma personagem central, a obra compreende várias personagens, com as quais a trama se desenvolve. A saber:
- Juan - Intérprete argentino
- Hélène - Anestesióloga residente em Paris
- Polanco - Argentino. Amigo inseparável de Calac
- Calac - Escritor argentino. Amigo inseparável de Polanco
- Tell - Dinamarquesa
- Marrast - Escultor
- Nicole - Ilustradora
- Celia - Estudante francesa de 17 anos
- Austin - Jovem alaudista inglês; ex neurótico anônimo
- Frau Marta - Idosa vienense
- Monsieur Ochs - Fabricante de bonecas
- Osvaldo - Caracol que é mascote de  «meu paredro»
- Harold Haroldson - Superintendente do museu Courtauld Institute